# Raivis Belohvoščiks

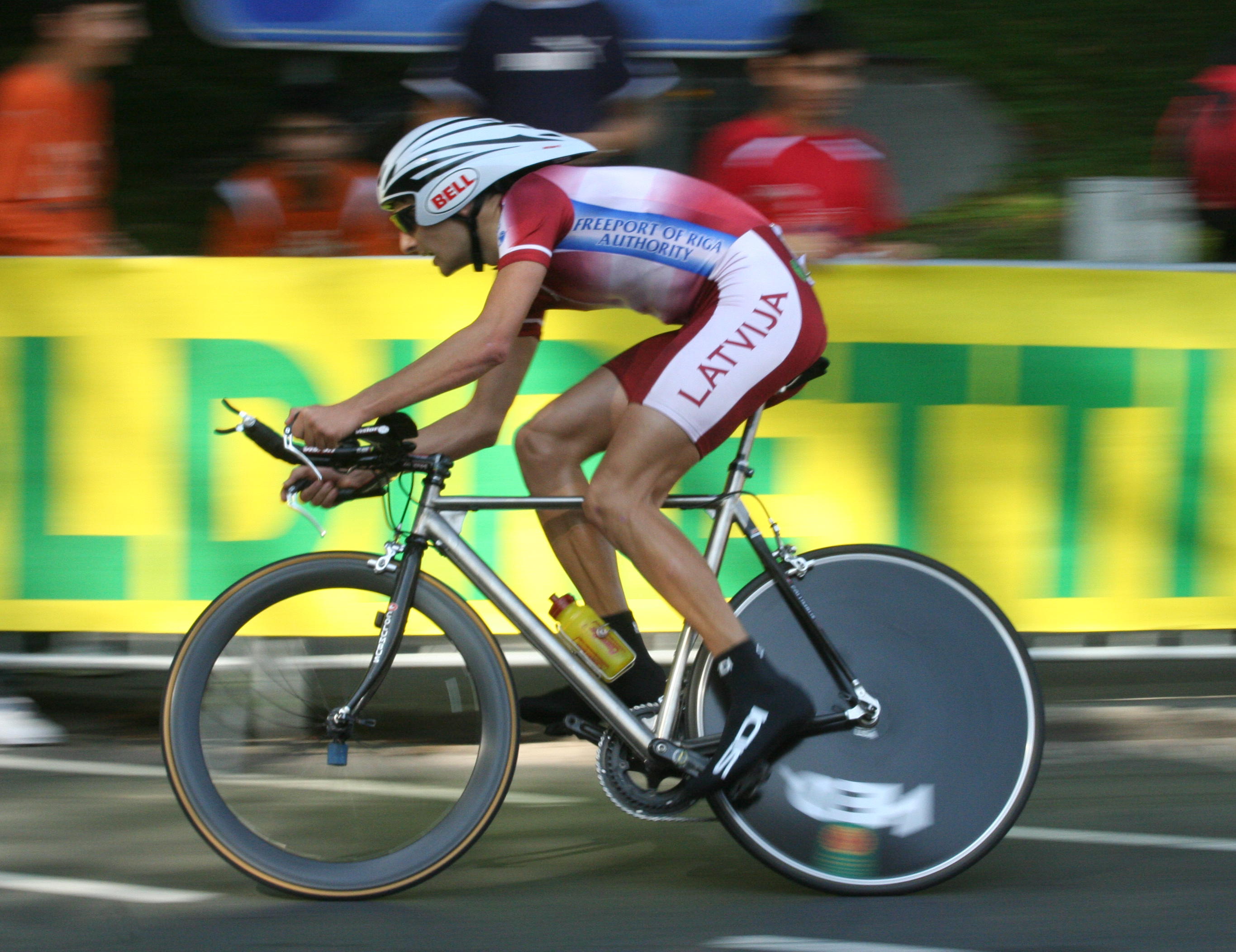
Raivis Belohvoščiks beim Einzelzeitfahren der Straßenrad-Weltmeisterschaft 2006 in Salzburg

Raivis Belohvoščiks (* 21. Januar 1976 in Riga) ist ein ehemaliger lettischer Radrennfahrer.

## Leben
Sein größter Erfolg war der Sieg bei dem belgischen Etappenrennen Drei Tage von De Panne im Jahre 2003. Darüber hinaus konnte er sich Siege bei den Zeitfahren Chrono des Nations und Grand Prix d’Europa sowie den lettischen Meisterschaften in dieser Disziplin sichern. Insgesamt errang er im Laufe seiner sportlichen Karriere zehn nationale Titel, einen im Straßenrennen und neun im Zeitfahren. Nach der Saison 2011 beendete er seine Karriere.

## Erfolge
1995
- Lüttich–Bastogne–Lüttich Espoirs

1996
- Lüttich–Bastogne–Lüttich Espoirs

1999
- Grand Prix d’Europa (mit Marco Pinotti)
- eine Etappe Deutschland-Tour

2002
- Lettischer Meister – Einzelzeitfahren
- Lettischer Meister – Straßenrennen

2003
- Gesamtwertung Drei Tage von De Panne
- Lettischer Meister – Einzelzeitfahren

2005
- Lettischer Meister – Einzelzeitfahren

2006
- Lettischer Meister – Einzelzeitfahren
- Chrono des Nations

2007
- Lettischer Meister – Einzelzeitfahren

2008
- Lettischer Meister – Einzelzeitfahren
- eine Etappe Eneco Tour

2009
- Lettischer Meister – Einzelzeitfahren

2010
- Lettischer Meister – Einzelzeitfahren

## Teams
- 1997 Cédico-Ville de Charleroi
- 1998 Mapei-Bricobi
- 1999–2002 Lampre-Daikin
- 2003 Marlux-Wincor-Nixdorf
- 2004 Chocolade Jacques-Wincor Nixdorf
- 2005 Universal Caffè-Styloffice
- 2006 Universal Caffè
- 2007 Saunier Duval-Prodir
- 2008 Saunier Duval-Scott / Scott-American Beef
- 2009 Betonexpressz 2000-Limonta
- 2010 Ceramica Flaminia
- 2011 Team Vorarlberg